# Victor Abeloos
Victor Abeloos (Saint-Gilles, 25 dicembre 1881 – Ixelles, 18 agosto 1965) è stato un pittore belga.

## Biografia
Allievo di Alfred Cluysenaar, era pittore di scene mitologiche, sociali e di genere, oltre che di paesaggi. Espose al Royal Glasgow Institute of the Fine Arts, alla Société nationale des beaux-arts di Parigi fra il 1903 e il 1911, a Londra fra il 1909 e il 1918, e ancora nel capoluogo francese al Salon des artistes français fino al 1933.